# MSC Virtuosa
Die MSC Virtuosa ist ein Kreuzfahrtschiff der italienischen Reederei MSC Cruises und das zweite Schiff der Meraviglia-Plus-Klasse.

## Geschichte
Im März 2014 vereinbarten MSC Crociere bei STX France (heute Chantiers de l’Atlantique) eine Absichtserklärung über den Bau von zwei Kreuzfahrtschiffen des Projektes „Vista“, die spätere MSC Meraviglia und die spätere MSC Bellissima, dabei wurden Optionen über zwei weitere Neubauten vereinbart. Daraufhin wurden im Februar 2016 zwei Schiffe der Meraviglia-Plus-Klasse mit geplanter Ablieferung im Oktober 2019 und im September 2020, die spätere MSC Grandiosa und die spätere MSC Virtuosa, in Auftrag gegeben. Sie sind rund 10.000 BRZ größer und 16 Meter länger als die ersten beiden Schiffe der Meraviglia-Klasse.
Der Bau der MSC Virtuosa begann am 14. Juni 2018. Bereits im April 2017 hatte STX France mit der Crist-Werft in Gdynia den Bau von zwei 125 Meter langen Rumpfsektionen für die MSC Grandiosa und die MSC Virtuosa vereinbart. Eine 125 Meter lange Rumpfsektion wurde mit weiteren Sektionen auf der Crist-Werft in Gdynia gebaut und im Mai/Juni 2019 nach Saint-Nazaire überführt.
Am 28. November 2019 erfolgte das Aufschwimmen der MSC Virtuosa. Sie wurde mit Schleppern aus dem Baudock gezogen und an die Ausrüstungskaje bugsiert.
Die ursprünglich für September 2020 geplante Ablieferung wurde aufgrund der COVID-19-Pandemie auf 2021 verschoben.  Das Schiff wurde am 1. Februar 2021 abgeliefert. Die Taufzeremonie der MSC Virtuosa erfolgte am 27. November 2021 in Dubai. Taufpatin war Sophia Loren.